# Batalha de Carpi (1815)
A Batalha de Carpi de 1815 ocorreu na vila de Carpi, na região italiana de Módena, a 10 de Abril de 1815, entre uma brigada do Reino Napoleónico de Nápoles, comandados pelo General Guglielmo Pepe, e uma força austríaca sob a liderança de Frederick Bianchi. A batalha, que se insere no contexto da Guerra Austro-Napolitana, resultou numa vitória austríaca e na expulsão das forças napolitanas da vila de Carpi.
Após a derrota de Murat, Rei de Nápoles, em Occhiobello no dia anterior, o avanço das tropas napolitanas no Norte de Itália fora travado nas margens do Rio Pó. Bianchi avançou então para o Ducado de Módena, com o intuito de expulsar as tropas napolitanas da área. Tendo recebido notícias da derrota de Occhiobello e vendo as forças austríacas a surgir simultâneamente de Norte e de Sul (o plano de Bianchi para impedir a retirada), o moral das tropas francesas desmoronou-se e a vitória austríaca foi total. Tanto assim, que Carpi foi para o comandante das forças napolitanas em Módena, Miguel Corascosa um alerta da fragilidade da sua posição. Os napolitanos retiraram então de Módena.